# Meloidogyne naasi
Meloidogyne naasi är en rundmaskart. Meloidogyne naasi ingår i släktet Meloidogyne och familjen Heteroderidae. Inga underarter finns listade i Catalogue of Life.